# Burg Neuburg (Untervaz)
Die Burg Neuburg ist die Ruine einer Höhenburg auf 600 m ü. M. südwestlich von Untervaz im schweizerischen Kanton Graubünden in der Schweiz. Sie liegt auf der linken Seite des Rheins circa 50 Meter über der Talsohle auf einem steilen Felskopf.
Im Mittelalter führte die Hauptverkehrsstrasse den Dörfern auf der rechten Seite des Rheins entlang. Darum waren mit dem Besitz der Burg keine Zollrechte verbunden. Heute ist die Ruine zu Fuss über eine schmale Strasse (Fahrverbot) problemlos zugänglich.

## Anlage
Die Anlage besteht aus einem grossen wehrhaften Palas und einer nur noch in Resten erhaltenen Ringmauer auf der West- und Nordseite. Diese umschloss einen Hof mit einer Zisterne. Das Burgtor lag auf der Westseite. Der noch gut erhaltene Palas gehört zu den grössten seiner Art in Rätien.
Die Neuburg fällt durch ihre aussergewöhnliche Grösse auf; der viergeschossige Palas bildet im Grundriss ein Rechteck von 12 auf 29 Metern. Die Mauerstärke beträgt unten gegen 1,5 Meter und nimmt gegen oben ab. Im Innern trennen zwei Mauern den Baukörper in drei annähernd gleiche Teile. Bergseitig führt ein circa zwei Meter hoch gelegener Eingang in den mittleren Teil der Burg. 
Die untersten drei Räume waren nicht durch Türen miteinander verbunden, sondern von oben durch gesonderte Holztreppen oder Stiegen erschlossen. Angesichts der spärlichen Fensterscharten dürften diese Räume vorwiegend als Lagerräume gedient haben, eventuell auch zeitweise als Gefängnis. 
Die oberen drei Geschosse sind ungleich ausgebaut. Sitznischen und ein Aborterker weisen im nördlichen Teil darauf hin, dass er bewohnt gewesen sein muss. Ein fehlender Wandverputz lässt sich durch ein mittlerweile verschwundenes Holzgetäfer erklären. Im Mittelteil wird die Küche durch zwei nach aussen führende Schüttsteine angedeutet. Auf der Südseite lag eine Stube mit Ofenheizung. Eine Fensternische enthält Ritzzeichnungen aus dem Mittelalter; erkennbar sind bewaffnete Reiter und verschiedene Tiere. Die Zeichnungen wurden 1984 anlässlich von Sicherungsarbeiten im Auftrag des schweizerischen Burgenvereins entdeckt. Die Türen an der Aussenwand dürften entweder zu Aborterkern oder auf einen hölzernen Laubengang geführt haben.
Kaum vorhandene Trümmer um den Bau herum lassen darauf schliessen, dass das Mauerwerk des Turmes bis zur ursprünglichen Höhe erhalten geblieben ist. Als Dachkonstruktion kommt am ehesten ein Satteldach über der Längsachse in Frage.
Die Räume sind mit metallenen Leitern miteinander verbunden. Der westlichste der drei Räume im Palas ist mit Schutt aufgefüllt.

## Geschichte

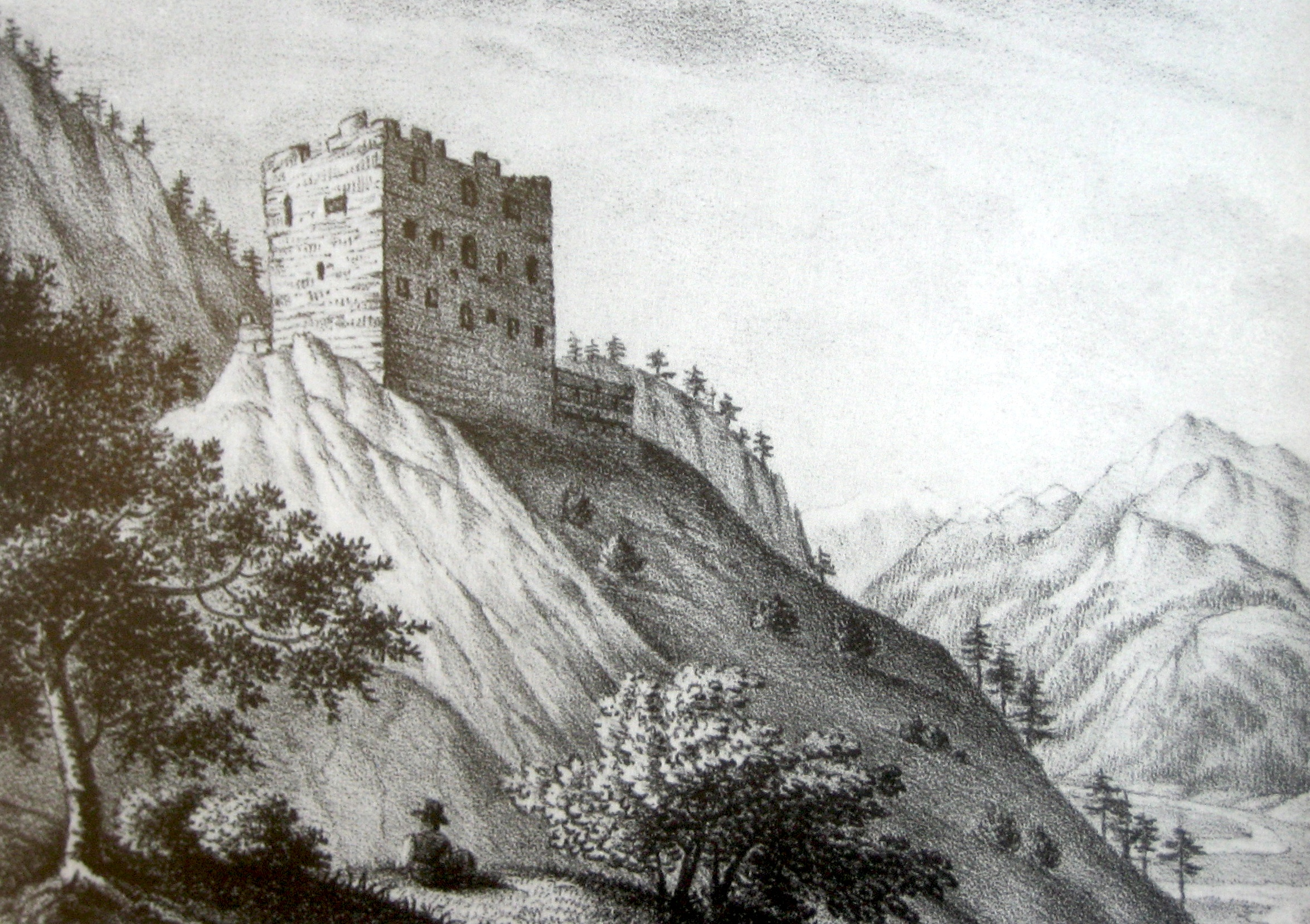
Die Neuburg um 1835

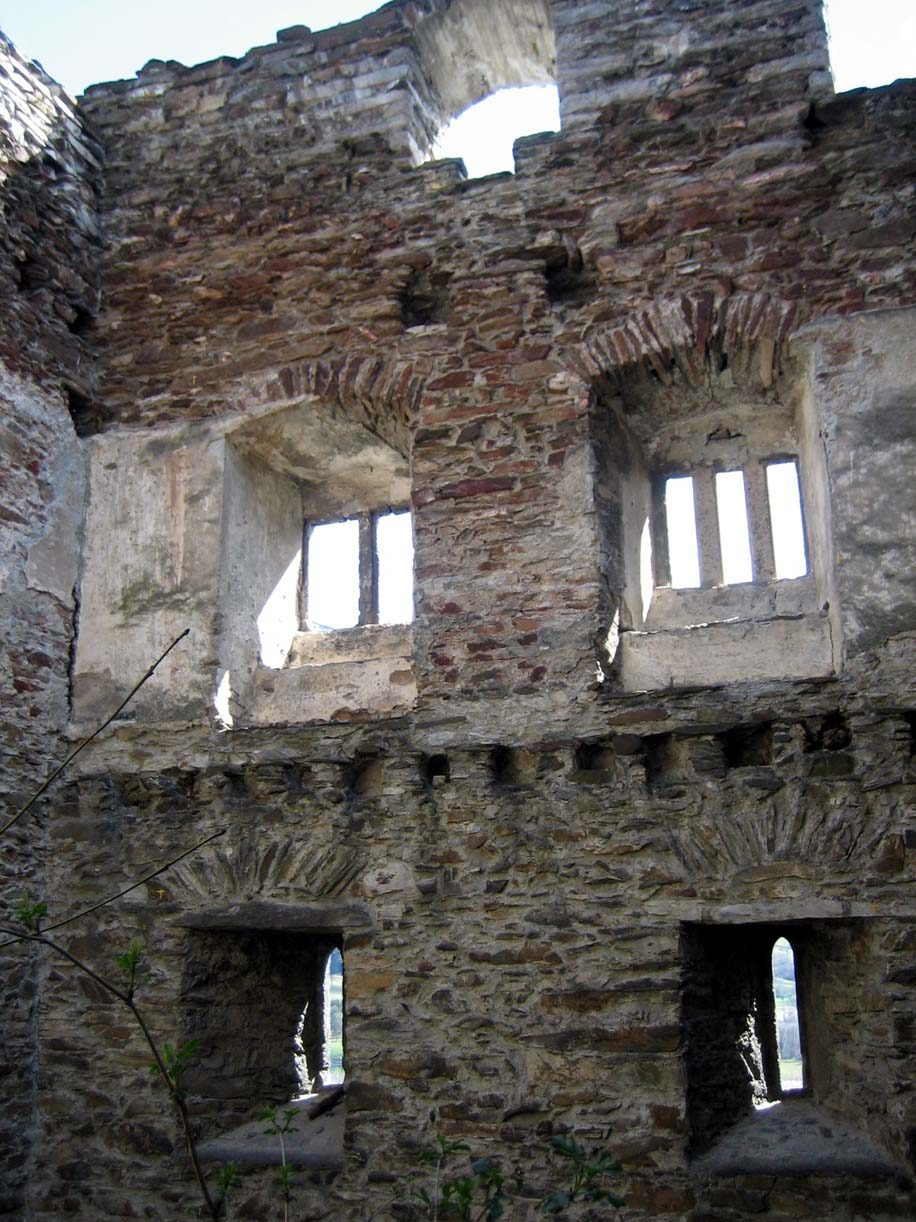
Wohnetage mit Balkenlöchern

Die Burganlage gehört als monumentaler Bau mit stattlichem Innenausbau in die Spätzeit des Burgenbaus in Rätien. Offen ist, ob die Burg anstelle eines älteren, verschwundenen Gebäudes errichtet worden ist.
Die Neuburg wurde vermutlich um 1300 durch die Familie Thumb von Neuburg erbaut. Deren Stammsitz war die gleichnamige Neuburg (Kobach) in Vorarlberg. Wann die Thumbs erstmals in der Region von Chur erschienen sind, ist nicht bekannt. Wahrscheinlich liessen sie sich im frühen 13. Jahrhundert in Untervaz nieder und bauten dort die Burg Rappenstein. Friedrich II. Thumb von Neuburg (verstorben nach 1312) und sein Bruder Schwicker II. besassen die Neuburg bei Untervaz. Zwei Nachkommen der Ritter Thumb v. Neuburg-Untervaz wurden um 1408/09 im Dom zu Chur beigesetzt.
Urkundlich wird die Neuburg 1345 erstmals erwähnt. Dabei ging es um einen Vertrag zwischen den beiden Brüdern Siegfried und Johann Thumb und dem Bischof von Chur. Siegfried und Johann traten für drei Jahre in die Dienste des Bischofs und mussten ihm die Burg offen halten: „… unser gemainer vesti diu haisset die Nüwburg.“ 1360 ging die Burg pfandweise an die Gebrüder Heinz und Martin Buwix über, die mit Österreich einen Dienstvertrag abgeschlossen hatten und versprachen, mit zwei Helmen und den Festungen Neu-Aspermont, Flums und Neuburg ein Jahr zu dienen.
Ab 1385 waren die Thumb von Neuburg wieder Besitzer der Burg. 1396 beklagt sich Freiherr Ulrich Brun von Rhäzüns, dass ihm „Frik Tumb Ems sin vich ze Emptz genomen und das zu der Nüwenburg getriben hab“. Um 1400 trat Johann von Neuburg in die Lehnshoheit des Bischofs von Chur ein, was ihn politisch vom Bischofssitz abhängig machte.
1450 gelangte die Herrschaft an die Ravensburger Kaufmannsfamilie Mötteli von Rappenstein, in deren Besitz sich auch die Burg Rappenstein befand. 1496 verkaufte Mötteli die Burg samt Herrschaft für 2150 Gulden an Bischof Ortlieb von Chur, der Hans Lendy als Vogt auf der Neuburg einsetzte. 
Als am 11. November 1577 der Bischof und das Domkapitel sie mitsamt den Herrschaftsrechten für 6000 Gulden der Gemeinde Untervaz verkauften, war die Neuburg bereits Ruine. Sie muss also im Verlauf des 16. Jahrhunderts verlassen worden sein.